# Barghawata
De Barghwata waren de stichters van de eerste onafhankelijke islamitisch-Marokkaanse staat. De Barghwata waren een stammenverbond van Berbers uit het chaouia-gebied in het Westen van Marokko, in de omgeving van het huidige Rabat en Casablanca ofwel Anfa. Na deel te hebben genomen aan de mislukte Berberopstand tegen de Omajjaden van de vroege 7e eeuw, slaagden zij erin om een onafhankelijke staat te stichten aan de Atlantische kust. In de vorm van de Idrisiden had het Barghawata-koninkrijk een buurstaat die veel machtiger was, maar waar het altijd onafhankelijk van kon blijven. In de 11e eeuw heersten zij namens de Hammudiden over Tanger en Ceuta. De staat zou drie eeuwen blijven bestaan, tot de komst van de Almoraviden in de 11e eeuw.

## Oorsprong
De Barghawate sloten zich halverwege de 8e eeuw aan bij de Ghomara en Miknasa Berberstammen en namen deel aan de Grote Berberopstand tegen de Omajjaden (740-742). Na onder meer Tanger te hebben ingenomen en aanstalten te hebben gemaakt om hun macht naar het Oosten uit te breiden, werden zij in Tunesië verslagen door Arabische troepen. In zeer korte tijd verplaatste de opstand zich over heel het islamitische Westen, zelfs in Spanje pakten Berber troepen de wapens op en deden zij een poging om Córdoba in te nemen. Ook daar werden zij verslagen. Noord-Afrika en Spanje kwamen zo weer onder controle van de Arabische heersers. 
Ondanks dit verlies, was de macht van de Arabieren in het Westen afgezwakt. Enkele jaren na het eindigen van de opstand, riepen de Barghawata van westelijk Marokko hun onafhankelijkheid uit. In het jaar 748-49 stond er onder de Barghawata een nieuwe leider op, Ṣāliḥ ibn Ṭarīf (748-749), die zijn vader opvolgde als koning van het jonge en kleine Berberrijk. Deze Ṣāliḥ ibn Ṭarīf beweerde een profeet te zijn en begon met het prediken van een eigenaardige vorm van de islam. Dit geloof werd door zijn opvolgers overgenomen en zou, voor zolang het bestond, de belangrijkste religie blijven in het koninkrijk. Het kleine koninkrijk had een sterk defensief karakter en kende een rijke handelstraditie. Kort na de onafhankelijkheid van de Barghawaten ontstonden verschillende onafhankelijke koninkrijken in Marokko: Sijilmasa, Nekor en de Idrisiden.

## Godsdienst
Zij hingen een eigenzinnige vorm van de islam aan, doordrenkt met autochtone, joodse en astrologische elementen. Daarnaast beschikten zij over een eigen Koran, bestaande uit 80 soera's, die geschreven was in het Berbers.

## Ondergang
Ondanks het 'ketterse' geloof dat in het koninkrijk werd beleden, wist het vanaf de 10e eeuw diplomatieke relaties te onderhouden met het kalifaat Córdoba. Desondanks bleken de relaties met Córdoba gespannen: tegen het einde van de 10e eeuw werd het koninkrijk tot twee keer toe aangevallen door de Andalusiërs (977–978; 998–999). In 982 werd het aangevallen door de Ziriden. Al deze aanvallen kon het gemakkelijk afweren. In 1059 werd het vanuit het Zuiden aangevallen en veroverd door de Almoraviden.

## Stammen
De confederatie van Barghawata bestond uit 29 stammen. 12 van deze stammen namen de Barghawata-religie over, terwijl 17 de islam behielden.
Barghawata religie (syncretisch islam) stammen
- Gerawa
- Zouagha
- Branès
- Banu Abi Nacer
- Menjasa
- Banu Abi Nuh
- Banu Waghmar
- Matghara
- Banu Borgh
- Banu Derr
- Matmata
- Banu Zaksent

Kharidjitische stammen
- Zenata-Jbal
- Banu Bellit
- Nemala
- Ounsent
- Banu Ifren
- Banu Naghit
- Banu Nuaman
- Banu Fallusa
- Banu Kuna
- Banu Sebker
- Assada
- Regana
- Azmin
- Manada
- Masina
- Resana
- Trara

Sommige samenstellende stammen, zoals Branès, Matmata, Ifren en Trara, waren fracties van veel grotere tribale groepen, en alleen de op Tamesna gebaseerde fracties sloten zich aan bij de Barghawata Confederatie.